# Älvtomta
Älvtomta är ett område i västra Örebro. Det var tidigare en egen by inom Längbro landskommun, belägen mellan Rosta gård och Örebro stad.

## Älvtomta by
Älvtomta var förr en by inom Längbro landskommun. Den omtalas för första gången i 1549 års jordebok som Elffuetompta. På den äldsta kartan över Örebro härad från 1688 finns Älvtomta upptaget som Elfue Tåmpta. I slutet av 1500-talet och början av 1600-talet redovisas Älvtomta som "olagd jord". Vid 1600-talets mitt var byn skattelagd och omfattade 6 öresland, ängsmark som gav 24 lass hö. På 1690-talet fanns ett skattehemman. På 1700-talet blev Älvtomta troligen införlivat med Rosta för att på 1800-talet brukas under Karlslund . "Jordetorpet" Älvtomta låg vid Älvtomtabäcken, omedelbart väster om Oxhagen . Jordetorpet behöver dock inte med nödvändighet ha legat på samma ställe som den tidigare byn.

## Älvtomta egnahem
Älvtomta egnahem är beläget mellan Haga centrum i väster, Oxhagen i norr och Västhaga i söder. De första husen började byggas år 1920. Tomtmarken avstyckades från Rosta gård. Det ansågs att grundförutsättningarna inte var de bästa då området låg lågt och var sankt . Därför förmedlade inte kommunen lån till husbyggarna. År 1936 fanns 33 fastigheter på området, men området var då fortfarande under utbyggnad.

## Älvtomta koloniförening
Älvtomta koloniförening grundades 1917. Området består av 164 kolonilotter och beläget mellan Älvtomtagatan, Karlslundsgatan, Rostagatan och Tomtebogatan.

## Älvtomtabäcken

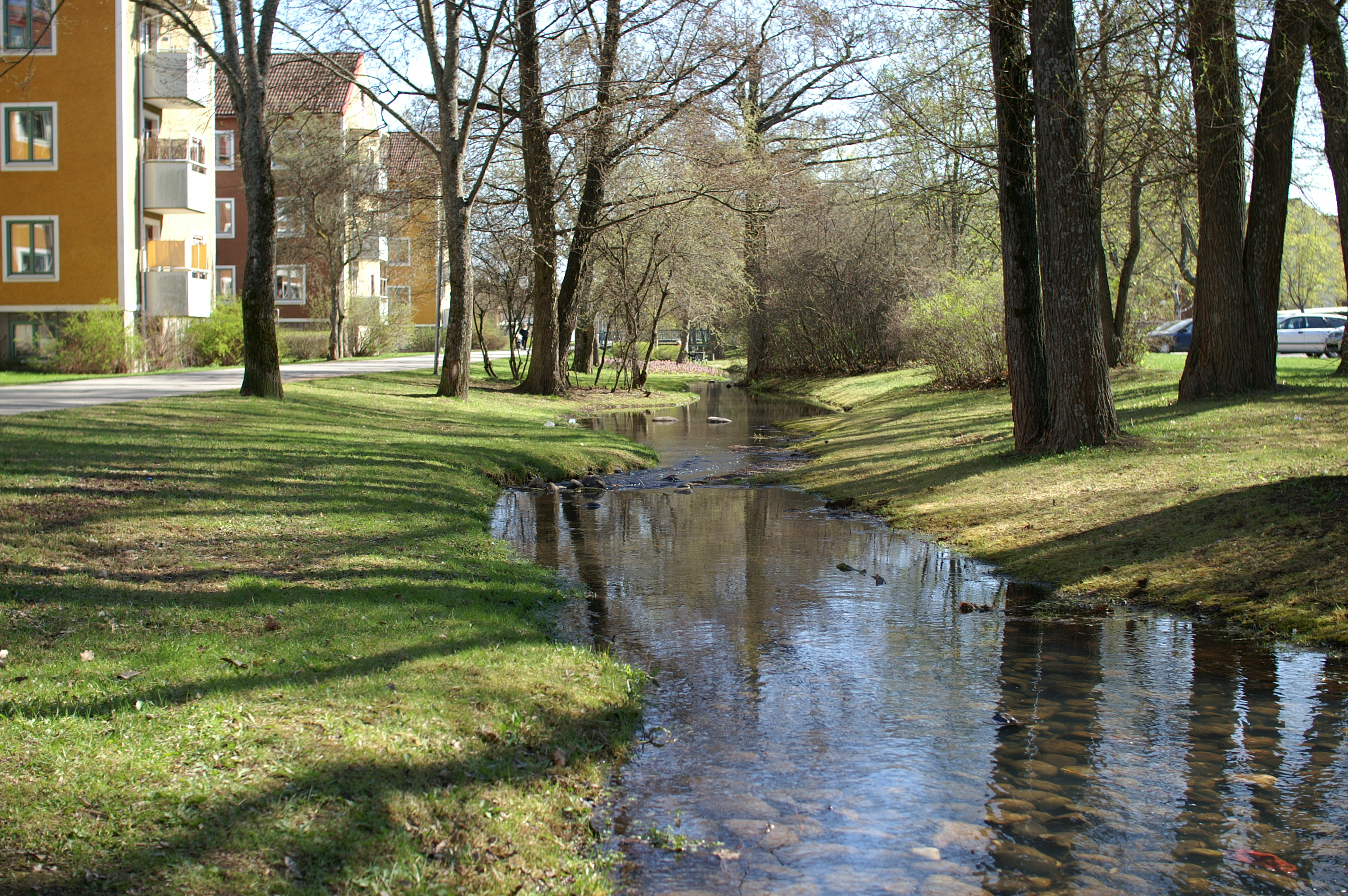
Älvtomtabäcken i Rosta.

Älvtomtabäcken har sin källa på gränsen mellan Kils och Ekers socknar. Den rinner förbi  Södra Runnaby,  Mellringe, Björkhaga och Västhaga och mynnar i Svartån vid Risbergska skolan. Ursprungligen hade bäckens sista del ett östligare förlopp. Den rann då ut i Svartån ungefär i höjd med nuvarande Älvtomtagatan . Sedan dess har den även runnit genom Stjärnhusen och mynnat i Svartån vid Hängbron men när Västerleden byggdes flyttades bäcken till dagens läge. Genom Stjärnhusen finns bäckens lopp kvar som en dagvattendamm som under sommaren tidvis är vattenfylld.

## Älvtomta vårdcentral
Älvtomta vårdcentral låg intill 1998 i den gamla Epidemisjukstugan vid Älvtomtagatan. Idag har dess funktioner övertagits av Karla vårdcentral.

## Östra Älvtomta
Östra Älvtomta är det ursprungliga namnet på bostadsområdet vid Tengvallsgatan, byggt i början av 1960-talet . Idag kallas detta område ofta för Östra Oxhagen.

### Webbkällor
- Älvtomta koloniförening